# Джадд, Макс
Макс Джадд (Максимилиан Юдкевич, пол. Maksymilian Judkiewicz; англ. Max Judd; 27 декабря 1851, около Кракова — 7 мая 1906, Сент-Луис) — американский шахматист.
Макс Джадд родился на юге Польши (позднее Галиция), иммигрировал в США в 1862 году. Там работал в отрасли производства плащей. Основатель и президент шахматного клуба в Сент-Луисе. Президентом Стивеном Кливлендом был назначен на должность консула в Австрии. Его назначение стало причиной напряженных отношений между США и Австрией, так как австрийцы возражали против назначения иудея на эту должность. Но США и он не поддались давлению и он провёл четыре года на этой должности, вернувшись в США в 1897 году.
Макс Джадд участвовал в 6-и американских шахматных конгрессах.

## Спортивные достижения
| Год  | Город       | Турнир                                             | +  | −  | = | Результат | Место |
| ---- | ----------- | -------------------------------------------------- | -- | -- | - | --------- | ----- |
| 1871 | Кливленд    | 2-й американский конгресс                          | 10 | 6  | 3 | 10 из 19  | 4     |
| 1874 | Чикаго      | 3-й американский конгресс                          | 6  | 2  | 2 | 7 из      | 3     |
| 1876 | Филадельфия | 4-й американский конгресс                          | 8  | 4  | 2 | 9 из      | 2     |
| 1880 | Нью-Йорк    | 5-й американский конгресс                          | 9  | 5  | 4 | 11 из 18  | 5     |
| 1881 | Сент-Луис   | Матч за звание чемпиона США против Джорджа Макензи | 5  | 7  | 3 | 5½ : 8½   |       |
| 1889 | Нью-Йорк    | 6-й американский конгресс                          | 18 | 16 | 4 | 20 из 38  | 8     |
| 1904 | Сент-Луис   | 7-й американский конгресс                          | 7  | 2  | 0 | 7 из 9    | 2     |